# Gephyromantis horridus
Gephyromantis horridus är en groddjursart som först beskrevs av Oskar Boettger 1880.  Gephyromantis horridus ingår i släktet Gephyromantis och familjen Mantellidae. IUCN kategoriserar arten globalt som starkt hotad. Inga underarter finns listade i Catalogue of Life.